# دم‌شلاقی سربزرگ
دم‌شلاقی سربزرگ (نام علمی: Coelorinchus matamua) نام یک گونه از تیره دم‌شلاقی است.